# Ломаченко, Иван Николаевич
Иван Николаевич Ломаченко (1932—2017) — советский и российский врач-хирург, доктор медицинских наук, профессор Смоленского государственного медицинского университета.

## Биография
Иван Николаевич Ломаченко родился 7 января 1932 года в деревне Тереховка Славгородского района Могилёвской области Белорусской ССР. С двенадцатилетнего возраста работал в колхозе. Окончив среднюю школу в 1951 году, Ломаченко поступил в Смоленский государственный медицинский институт. Окончил его в 1957 году, после чего работал хирургом, заведующим райздравом, главным районным врачом в Усть-Долысском и Дновском районах Псковской области. В 1965 году окончил аспирантуру при кафедре госпитальной хирургии Смоленского государственного медицинского института. С 1966 года преподавал в этом высшем учебном заведении. Был ассистентом, затем доцентом кафедры госпитальной хирургии, заведующим курсом детской хирургии и ортопедии. С 1972 года заведовал кафедрой детской хирургии и ортопедии. В 1978—1985 годах также являлся проректором института по научной работе.
В общей сложности опубликовал около 400 научных работ, среди которых 14 методических пособий и 3 монографии. В 1966 году Ломаченко защитил диссертацию на соискание учёной степени кандидата медицинских наук, в 1973 году — докторскую диссертацию. Был создателем и первым руководителем межобластного Центра детской хирургии, более 30 лет являлся главным внештатным детским хирургом Смоленской области. Под руководством Ломаченко было защищено 14 кандидатских диссертаций. За время своей профессиональной деятельности провёл более 4 тысяч операций. Избирался депутатом Смоленского горсовета, членом Смоленского горкома КПСС, членом Президиума Смоленского областного Совета ветеранов.
Умер 12 июня 2017 года, похоронен на Новом кладбище Смоленска.

## Награды
- Заслуженный врач Российской Федерации (31 декабря 1997 года);
- Медали;
- Знак «Отличник здравоохранения».